# Kompozycja Lecha Kunki w Elblągu
Kompozycja Lecha Kunki w Elblągu (pot. Żubr) – forma przestrzenna autorstwa Lecha Kunki zlokalizowana na Placu Słowiańskim w Elblągu.

## Historia
Autor wykonał kompozycję z pomocą pracowników Zakładów Mechanicznych Zamech w 1965, w ramach elbląskiego I Biennale Form Przestrzennych. W 2015 obiekt odnowiono.

## Charakterystyka
Większość widzów kojarzy kompozycję z wizerunkiem żubra, skąd pochodzi potoczna nazwa dzieła. De facto Kunka stworzył rzeźbę przypominającą plaster miodu skonstruowany z połączonych z sobą krótkich odcinków rur, które ułożył fakturowo (falująco), manipulując w płaszczyźnie pionowej ich wielkością i przekrojem. 
Geneza kompozycji leży w linii rozwojowej malarstwa Kunki. Chętnie używał on form i kształtów okrągłych, nawiązując dialog z płaszczyzną płótna.

## Odbiór
Rzeźba zasadniczo jest przeznaczona jest do odbioru od frontu, jednak w specyficzny sposób odbierają ją osoby jadące tramwajem po łuku ułożonym w Palcu Słowiańskim - zakręt, w który wjeżdża tramwaj na wysokości kompozycji, stwarza sytuację, w której staje się możliwe trójfazowe odczytanie obiektu przez pasażerów: najpierw z profilu (jako reliefu), następnie obiektu ażurowego i ponownie reliefu. Dynamikę taką kreuje ukośne położenie formy w stosunku do przebiegu torowisk tramwajowych.